# Ям-Алин
Ям-Алѝн (на руски: Ям-Алинь) е планински хребет в Далечния Изток, разположен по границата между Хабаровски край и Амурска област в Русия.
Той е северно продължение на хребета Дусе-Алин, с който се свързва в изворната област на река Селемджа. Също там се свързва и с простиращия се по паралела хребет Езоп. В северната си част се свързва с простиращия се по паралела Селемджински хребет и меридионалния Тайкански хребет. Дължина от север на юг 180 km. Явява се вододел между реките Амгун (ляв приток на Амур) и Селемджа (ляв приток на Зея, ляв приток на Амур). Максимална височина връх Город Макит 2298 m (52°57′07″ с. ш. 134°39′26″ и. д. / 52.951944° с. ш. 134.657222° и. д.), разположен в централната му част. Изграден е основно от гранити и кресталинни шисти. От западните му склонове водят началото си десните притоци на Селемджа – Тах-Урак, Кумусун, Селиткан и др., а от източните – левите притоци на Амгун – Керби и Нимелен с притоците си Асини, Муникан и др. Склоновете му на височина до 1500 m са покрити с иглолистни гори, а нагоре следват петна от кедров клек и планинска тундра.
От 1849 до 1853 г. в Далечния изток работи голяма руска военна експедиция възглавявана от Николай Христофорович Ахте. Към нея като астроном е зачислен немския геодезист на руска служба Лудвиг Шварц, който заедно с топографите Степан Василиевич Крутив и Алексей Аргунов през 1851 г. детайлно изследват и топографски заснемат хребета. На базата на техните измервания е изчертана и първата достоверна карта на Ям-Алин.

## Топографска карта
- Топографска карта N-53; М 1:1 000 000[2]